# Copa do Brasil de Futebol Sub-17 de 2014
A Copa do Brasil Sub-17 de 2014 foi a segunda edição desta competição futebolística de categoria de base organizada pela Confederação Brasileira de Futebol (CBF).
Foi disputada por 32 equipes entre os dias 8 de março e 6 de maio. Atlético Mineiro e Grêmio protagonizaram a decisão. Na ocasião, a equipe mineira saiu vitoriosa por um placar agregado de 2–1.

## Formato e participantes
A CBF divulgou o regulamento e a tabela detalhada da Copa do Brasil Sub-17 em março de 2014. O torneio foi disputado em cinco fases eliminatórias. Os participantes foram os vinte integrantes da primeira divisão nacional e os doze melhores colocados da segunda divisão nacional da temporada passada.
| Federação         | Clube               | Posição em 2013          |
| ----------------- | ------------------- | ------------------------ |
| Bahia             | Bahia               | 12.º colocado da Série A |
| Bahia             | Vitória             | 5.º colocado da Série A  |
| Ceará             | Ceará               | 7.º colocado da Série B  |
| Ceará             | Icasa               | 5.º colocado da Série B  |
| Goiás             | Goiás               | 6.º colocado da Série A  |
| Minas Gerais      | América Mineiro     | 9.º colocado da Série B  |
| Minas Gerais      | Atlético Mineiro    | 8.º colocado da Série A  |
| Minas Gerais      | Boa Esporte         | 11.º colocado da Série B |
| Minas Gerais      | Cruzeiro            | 1.º colocado da Série A  |
| Pernambuco        | Náutico             | 20.º colocado da Série A |
| Pernambuco        | Sport               | 3.º colocado da Série B  |
| Paraná            | Atlético Paranaense | 3.º colocado da Série A  |
| Paraná            | Coritiba            | 11.º colocado da Série A |
| Paraná            | Paraná              | 8.º colocado da Série B  |
| Rio de Janeiro    | Botafogo            | 4.º colocado da Série A  |
| Rio de Janeiro    | Flamengo            | 16.º colocado da Série A |
| Rio de Janeiro    | Fluminense          | 15.º colocado da Série A |
| Rio de Janeiro    | Vasco da Gama       | 18.º colocado da Série A |
| Rio Grande do Sul | Grêmio              | 2.º colocado da Série A  |
| Rio Grande do Sul | Internacional       | 13.º colocado da Série A |
| Santa Catarina    | Avaí                | 10.º colocado da Série B |
| Santa Catarina    | Chapecoense         | 2.º colocado da Série B  |
| Santa Catarina    | Criciúma            | 14.º colocado da Série A |
| Santa Catarina    | Figueirense         | 4.º colocado da Série B  |
| Santa Catarina    | Joinville           | 6.º colocado da Série B  |
| São Paulo         | Bragantino          | 12.º colocado da Série B |
| São Paulo         | Corinthians         | 10.º colocado da Série A |
| São Paulo         | Palmeiras           | 1.º colocado da Série B  |
| São Paulo         | Ponte Preta         | 19.º colocado da Série A |
| São Paulo         | Portuguesa          | 17.º colocado da Série A |
| São Paulo         | Santos              | 7.º colocado da Série A  |
| São Paulo         | São Paulo           | 9 .º colocado da Série A |

## Resultados
Os resultados das partidas da competição estão apresentados no chaveamento abaixo. Com partidas de ida e volta, as equipes mandantes da primeira partida estão destacadas em itálico e as vencedoras do confronto, em negrito. Conforme preestabelecido no regulamento, o resultado agregado das duas partidas definiram quem avançou à fase seguinte, com exceção da primeira fase, que possibilitou à agremiação melhor colocada no ranqueamento nacional a possibilidade de dispensar o segundo jogo caso vencesse a primeira partida por dois ou mais gols de diferença. Assim, as 32 equipes iniciais foram a cada fase reduzidas à metade até a final, que foi disputada entre Atlético Mineiro e Grêmio e vencida pela primeira equipe, que se tornou campeã da edição. Nas oitavas de final, o Cruzeiro foi excluído do torneio por inscrever um atleta irregular. A vaga então foi repassada para o adversário, o Atlético Paranaense.
| Dezesseis-avos de final | Dezesseis-avos de final | Dezesseis-avos de final | Dezesseis-avos de final |  |              | Oitavas de final    | Oitavas de final | Oitavas de final | Oitavas de final |  |  | Quartas de final    | Quartas de final | Quartas de final | Quartas de final |  |  | Semifinais       | Semifinais | Semifinais | Semifinais |  |  | Final            | Final | Final | Final |  |  |
|                         |                         |                         |                         |  |              |                     |                  |                  |                  |  |  |                     |                  |                  |                  |  |  |                  |            |            |            |  |  |                  |       |       |       |  |  |
| Bragantino              | 0                       | 0                       | 0                       |  |              |                     |                  |                  |                  |  |  |                     |                  |                  |                  |  |  |                  |            |            |            |  |  |                  |       |       |       |  |  |
| Portuguesa              | 1                       | 4                       | 5                       |  |              | Portuguesa          | 1                | 1                | 2                |  |  |                     |                  |                  |                  |  |  |                  |            |            |            |  |  |                  |       |       |       |  |  |
| Criciúma                | 2                       | 0                       | 2                       |  | Corinthians  | 2                   | 4                | 6                |                  |  |  |                     |                  |                  |                  |  |  |                  |            |            |            |  |  |                  |       |       |       |  |  |
| Corinthians             | 3                       | 5                       | 8                       |  |              |                     |                  |                  |                  |  |  | Corinthians         | 0                | 1                | 1                |  |  |                  |            |            |            |  |  |                  |       |       |       |  |  |
| Avaí                    | 0                       | 2                       | 2                       |  |              |                     |                  |                  |                  |  |  | Grêmio              | 0                | 2                | 2                |  |  |                  |            |            |            |  |  |                  |       |       |       |  |  |
| Botafogo                | 1                       | 2                       | 3                       |  |              | Botafogo            | 0                | 2                | 2                |  |  |                     |                  |                  |                  |  |  |                  |            |            |            |  |  |                  |       |       |       |  |  |
| Figueirense             | 0                       | –                       | 0                       |  | Grêmio       | 1                   | 3                | 4                |                  |  |  |                     |                  |                  |                  |  |  |                  |            |            |            |  |  |                  |       |       |       |  |  |
| Grêmio                  | 3                       | –                       | 3                       |  |              |                     |                  |                  |                  |  |  |                     |                  |                  |                  |  |  | Grêmio           | 1          | 4          | 5          |  |  |                  |       |       |       |  |  |
| Atlético Paranaense     | 3                       | 1                       | 4                       |  |              |                     |                  |                  |                  |  |  |                     |                  |                  |                  |  |  | Fluminense       | 2          | 2          | 4          |  |  |                  |       |       |       |  |  |
| Santos                  | 1                       | 2                       | 3                       |  |              | Atlético Paranaense | 1                | 2                | 3                |  |  |                     |                  |                  |                  |  |  |                  |            |            |            |  |  |                  |       |       |       |  |  |
| Goiás                   | 1                       | –                       | 1                       |  | Cruzeiro     | 3                   | 1                | 4                |                  |  |  |                     |                  |                  |                  |  |  |                  |            |            |            |  |  |                  |       |       |       |  |  |
| Cruzeiro                | 3                       | –                       | 3                       |  |              |                     |                  |                  |                  |  |  | Atlético Paranaense | 0                | 1                | 1                |  |  |                  |            |            |            |  |  |                  |       |       |       |  |  |
| Boa Esporte             | 0                       | –                       | 0                       |  |              |                     |                  |                  |                  |  |  | Fluminense          | 3                | 1                | 4                |  |  |                  |            |            |            |  |  |                  |       |       |       |  |  |
| Bahia                   | 9                       | –                       | 9                       |  |              | Bahia               | 2                | 1                | 3                |  |  |                     |                  |                  |                  |  |  |                  |            |            |            |  |  |                  |       |       |       |  |  |
| Sport                   | 0                       | 1                       | 1                       |  | Fluminense   | 3                   | 2                | 5                |                  |  |  |                     |                  |                  |                  |  |  |                  |            |            |            |  |  |                  |       |       |       |  |  |
| Fluminense              | 1                       | 4                       | 5                       |  |              |                     |                  |                  |                  |  |  |                     |                  |                  |                  |  |  |                  |            |            |            |  |  | Grêmio           | 0     | 1     | 1     |  |  |
| Ponte Preta             | 0                       | 2                       | 2                       |  |              |                     |                  |                  |                  |  |  |                     |                  |                  |                  |  |  |                  |            |            |            |  |  | Atlético Mineiro | 1     | 1     | 2     |  |  |
| Palmeiras               | 1                       | 3                       | 4                       |  |              | Palmeiras           | 0                | 0                | 0                |  |  |                     |                  |                  |                  |  |  |                  |            |            |            |  |  |                  |       |       |       |  |  |
| América Mineiro         | 1                       | –                       | 1                       |  | São Paulo    | 0                   | 1                | 1                |                  |  |  |                     |                  |                  |                  |  |  |                  |            |            |            |  |  |                  |       |       |       |  |  |
| São Paulo               | 3                       | –                       | 3                       |  |              |                     |                  |                  |                  |  |  | São Paulo           | 2                | 1                | 3                |  |  |                  |            |            |            |  |  |                  |       |       |       |  |  |
| Joinville (p.)          | 1                       | 1                       | 2(3)                    |  |              |                     |                  |                  |                  |  |  | Flamengo            | 1                | 3                | 4                |  |  |                  |            |            |            |  |  |                  |       |       |       |  |  |
| Internacional           | 1                       | 1                       | 2(2)                    |  |              | Joinville           | 3                | 2                | 5                |  |  |                     |                  |                  |                  |  |  |                  |            |            |            |  |  |                  |       |       |       |  |  |
| Chapecoense             | 1                       | 2                       | 3                       |  | Flamengo     | 3                   | 4                | 7                |                  |  |  |                     |                  |                  |                  |  |  |                  |            |            |            |  |  |                  |       |       |       |  |  |
| Flamengo                | 2                       | 5                       | 7                       |  |              |                     |                  |                  |                  |  |  |                     |                  |                  |                  |  |  | Flamengo         | 1          | 1          | 2          |  |  |                  |       |       |       |  |  |
| Paraná                  | 1                       | –                       | 1                       |  |              |                     |                  |                  |                  |  |  |                     |                  |                  |                  |  |  | Atlético Mineiro | 6          | 3          | 9          |  |  |                  |       |       |       |  |  |
| Atlético Mineiro        | 6                       | –                       | 6                       |  |              | Atlético Mineiro    | 0                | 2                | 2                |  |  |                     |                  |                  |                  |  |  |                  |            |            |            |  |  |                  |       |       |       |  |  |
| Coritiba (gf)           | 2                       | 1                       | 3                       |  | Coritiba     | 1                   | 0                | 1                |                  |  |  |                     |                  |                  |                  |  |  |                  |            |            |            |  |  |                  |       |       |       |  |  |
| Vasco da Gama           | 0                       | 3                       | 3                       |  |              |                     |                  |                  |                  |  |  | Atlético Mineiro    | 3                | 0                | 3                |  |  |                  |            |            |            |  |  |                  |       |       |       |  |  |
| Ceará                   | 3                       | 1                       | 4                       |  |              |                     |                  |                  |                  |  |  | Vitória             | 0                | 0                | 0                |  |  |                  |            |            |            |  |  |                  |       |       |       |  |  |
| Náutico                 | 2                       | 1                       | 3                       |  |              | Ceará               | 2                | 0                | 2(1)             |  |  |                     |                  |                  |                  |  |  |                  |            |            |            |  |  |                  |       |       |       |  |  |
| Icasa                   | 0                       | 0                       | 0                       |  | Vitória (p.) | 0                   | 2                | 2(3)             |                  |  |  |                     |                  |                  |                  |  |  |                  |            |            |            |  |  |                  |       |       |       |  |  |
| Vitória                 | 1                       | 6                       | 7                       |  |              |                     |                  |                  |                  |  |  |                     |                  |                  |                  |  |  |                  |            |            |            |  |  |                  |       |       |       |  |  |